# Banana Joe
Banana Joe ist ein italienisch-deutscher Spielfilm mit Bud Spencer aus dem Jahr 1982. Der Film startete am 25. März 1982 in den bundesdeutschen Kinos.

## Handlung
Banana Joe ist ein friedlicher Bananenbauer und wohnt zusammen mit seinen zahlreichen Frauen und Kindern in dem kleinen südamerikanischen Dschungeldorf Amantido. Sein wichtigster Besitz ist ein dampfbetriebenes Transportboot, mit welchem er die Bananen regelmäßig in die nächstgelegene Stadt bringt und gegen allerlei Dinge des täglichen Bedarfs eintauscht.
Der Verbrecherboss Torcillo plant, in Amantido eine eigene Bananenplantage zu eröffnen. Da sein Ingenieur Moreno, der das Vorhaben planen soll, auf Joes Widerstand stößt, ergreift Torcillo andere Mittel, um ihn aus dem Bananengeschäft zu verdrängen. Er weist den örtlichen Polizeichef darauf hin, dass Joe weder gültige Ausweispapiere noch eine Bananen-Handelslizenz besitzt, woraufhin Joe sich auf den Weg in die Provinzhauptstadt Puerto Grande machen muss, um die benötigten Papiere zu besorgen.
Dort trifft er auf den Kleingauner Juan Villas, der ihm durch verschiedene Tricks einiges von seinem Geld abknöpft. Dann verliebt sich Joe in die hübsche Sängerin Dorianne. Schließlich schreibt er sich beim Militär ein, um an seine Ausweispapiere zu gelangen, doch aus Frustration über die Hürden der Bürokratie treibt Joe es so weit, dass er schließlich im Gefängnis landet. Juan, den er dort wieder trifft, konnte ihm inzwischen über seine guten Verbindungen eine Lizenz besorgen.
Um seinem Dorf helfen zu können, in dem Torcillo inzwischen den Bau der Bananenfabrik und eines Casinos vorantreibt, brechen Joe und Juan aus dem Gefängnis aus, und Joe demoliert die inzwischen errichteten Plantagengebäude. Kurz darauf erhalten beide eine Amnestie, da Manuel gute Kontakte zum Staatspräsidenten hat, dem er bei der Lösung eines Problems behilflich war. Torcillo und seine Helfershelfer werden verhaftet und Dorianne eröffnet eine Dorfschule. Zu den Schülern der Dorfschule gehört neben den Kindern auch Joe, der bis dahin weder lesen noch schreiben konnte.

## Synchronisation
Die Synchronfassung entstand bei der Deutsche Synchron Filmgesellschaft mbH & Co Karlheinz Brunnemann Produktions KG in Berlin.
| Darsteller       | Rolle                                                           | Synchronsprecher |
| ---------------- | --------------------------------------------------------------- | ---------------- |
| Bud Spencer      | Banana Joe                                                      | Wolfgang Hess    |
| Marina Langner   | Dorianne                                                        | Renate Pichler   |
| Mario Scarpetta  | Juan Villas                                                     | Frank Glaubrecht |
| Gianfranco Barra | Torcillo                                                        | Wolfgang Völz    |
| Enzo Garinei     | Ingenieur Moreno                                                | Herbert Stass    |
| Gunther Philipp  | Schneider                                                       | Gunther Philipp  |
| Giorgio Bracardi | Sergente José Felipe María Marquíno                             | Wolfgang Spier   |
| Gisela Hahn      | Werbeansagerin                                                  | Christel Merian  |
| Salvatore Basile | Pedro, Polizist                                                 | Gerd Holtenau    |
| Eolo Capritti    | Cravallo (deutschsprachige Version: "Cravallo von Rummelsburg") | Arnold Marquis   |
| Carlo Reali      | Polizei-Capitan                                                 | Lothar Blumhagen |

## Kritiken
„Bud-Spencer-Film mit weniger Prügeleien als üblich, aber auch nur wenigen komischen Einfällen.“

## Trivia
- Die Story wurde von Bud Spencer unter seinem bürgerlichen Namen Carlo Pedersoli geschrieben.[3]
- Koproduzierende Firma ist die deutsche Lisa Film GmbH.
- Im Nachtclub läuft vor und nach dem Auftritt von Dorianne, gespielt von Marina Langner, das Lied Brotherly Love (aus dem Soundtrack des Films Zwei sind nicht zu bremsen). Während des Auftrittes singt nicht sie das Lied Wanna believe,[4] sondern Yvonne Wilkins. Zudem spielt das Geschehen in einem Nachtclub namens Mocambo. Ein Etablissement gleichen Namens taucht auch in Der Supercop auf – einem Streifen mit Spencers langjährigem Filmpartner Terence Hill. Ebenso läuft der Soundtrack von Zwei außer Rand und Band, wenige Zeit bevor Joe das Casino zerlegt.
- In der Bar wird Dorianne von einem betrunkenen Gast belästigt und Banana Joe befördert diesen an die Luft. Der Gast fragt Banana Joe, ob er denn nicht wisse, wer er sei. Banana Joe entgegnet, er sei vermutlich Biene Maja und solle seinen Rüssel halten. Die deutsche Synchronstimme des Gasts ist dieselbe wie die von Willi aus der Zeichentrickserie Biene Maja.
- Der Film wurde zu einem großen Teil in Kolumbien in der Stadt Cartagena de Indias und deren Umland gedreht.[4]
- Die Band Anajo gibt an, sich nach diesem Film benannt zu haben (Banana Joe).

## DVD-Veröffentlichung
Der Film erschien am 3. Juli 2003 bei e-m-s new media auf DVD. Seit dem 14. August 2013 ist er als Blu-ray von 3L erhältlich.